# Comté de Lévis
Pour les articles homonymes, voir Lévis (homonymie).
Le comté de Lévis était un comté municipal du Québec ayant existé entre 1855 et le début des années 1980. Le territoire qu'il couvrait est aujourd'hui compris dans la région administrative de Chaudière-Appalaches, et couvrait le territoire de la ville actuelle de Lévis plus une petite partie des MRC de Bellechasse et de la Nouvelle-Beauce. Son chef-lieu était la municipalité de Saint-Romuald.

## Municipalités situées dans le comté
- Bernières (détaché de Saint-Nicolas en 1912 sous le nom de Saint-Nicolas-Sud; renommé Bernières en 1968. Fusionné à nouveau à Saint-Nicolas en 1994; la municipalité regroupée s'appela Bernières–Saint-Nicolas jusqu'en 1996[2])
- Bienville (détaché de Saint-Joseph-de-la-Pointe-Lévy en 1863; fusionné à Lauzon en 1924[3])
- Charny (détaché de Saint-Jean-Chrysostome en 1903 sous le nom de Notre-Dame-du-Perpétuel-Secours-de-Charny; renommé Charny en 1924. Fusionné à Lévis en 2002[4])
- Lauzon (détaché de Saint-Joseph-de-la-Pointe-Lévy en 1867; fusionné à Lévis en 1989. La ville regroupée fut appelée Lévis-Lauzon jusqu'en 1991[3])
- Lévis (détaché de la municipalité de paroisse de Notre-Dame-de-la-Victoire en 1861[5]; dénommé Lévis-Lauzon de 1989 à 1991)
- Notre-Dame-de-la-Victoire (fusionné à Lévis en 1916[6])
- Rivière-Boyer (détachée de la municipalité de paroisse de Saint-Henri-de-Lauzon en 1922[5]; fusionnée à Saint-Henri en 1976[7])
- Saint-David-de-l'Auberivière (détaché de la municipalité de paroisse de Notre-Dame-de-la-Victoire en 1876; fusionné à Lévis-Lauzon en 1991, la nouvelle ville reprenant peu après le nom de Lévis[3])
- Sainte-Hélène-de-Breakeyville (détaché de Saint-Jean-Chrysostome en 1909; fusionné à Lévis en 2002[8])
- Saint-Étienne-de-Lauzon (détaché de Saint-Nicolas et Saint-Lambert-de-Lauzon en 1860; fusionné à Lévis en 2002[9])
- Saint-Henri (la municipalité de village s'est détachée de la municipalité de paroisse de Saint-Henri-de-Lauzon en 1913 et les deux ont été réunies de nouveau en 1975[7])
- Saint-Jean-Chrysostome
- Saint-Joseph-de-la-Pointe-De Lévy (fusionné à Lévis en 2002[10])
- Saint-Lambert-de-Lauzon
- Saint-Louis-de-Pintendre (détaché de Lévis en 1900 sous le nom de Saint-Louis-de-Gonzague-de-Pintendre; renommé Saint-Louis-de-Pintendre en 1951, puis Pintendre en 1986. Fusionné à Lévis en 2002[11])
- Saint-Nicolas (fusionné à Lévis en 2002[2])
- Saint-Rédempteur (détaché de Saint-Étienne-de-Lauzon en 1919; fusionné à Lévis en 2002[12])
- Saint-Romuald-d'Etchemin (renommé Saint-Romuald en 1982; fusionné à Lévis en 2002[13])
- Saint-Télesphore (détaché de la municipalité de paroisse de Notre-Dame-de-la-Victoire en 1876[5]; fusionné à Saint-Romuald-d'Etchemin en 1965[13])

## Formation
Le comté de Lévis comprenait principalement le territoire de la seigneurie de Lauzon.